# NGC 1988
NGC 1988 — звезда в созвездии Тельца. Внесена в каталог Жаком Шакорнаком в 1855 году. Этот астроном сообщал о переменности звезды, но она не была подтверждена больше никем из учёных. Возможно, Шакорнак наблюдал отражение расположенной поблизости Дзеты Тельца в системе своего телескопа и принял его за реальный объект.
Этот объект входит в число перечисленных в оригинальной редакции «Нового общего каталога».